# The Originals II
The Originals II je speciální set složený ze tří alb rockové skupiny Kiss Destroyer. Rock and Roll Over, a Love Gun. Set obsahuje 8 stránkový booklet s texty a 8 stránkový booklet s maskami členů Kiss.Tato kolekce alb vyšla pouze v Japonsku.

## Seznam skladeb
Nahrávka 1 Destroyer
| Základní verze | Základní verze               | Základní verze                          | Základní verze  | Základní verze |
| Pořadí         | Název                        | Autor                                   | Hlavní zpěvák   | Délka          |
| -------------- | ---------------------------- | --------------------------------------- | --------------- | -------------- |
| 1.             | Detroit Rock City            | Paul Stanley / Bob Ezrin                | Stanley         | 5:17           |
| 2.             | King Of The Night Time World | Stanley / Fowley / Anthony / Ezrin      | Stanley         | 3:19           |
| 3.             | God of Thunder               | Stanley                                 | Gene Simmons    | 4:13           |
| 4.             | Great Expectations           | Simmons / Ezrin                         | Simmons         | 4:24           |
| 5.             | Flaming Youth                | Ace Frehley / Stanley / Simmons / Ezrin | Stanley         | 2:59           |
| 6.             | Sweet Pain                   | Simmons                                 | Simmons         | 3:20           |
| 7.             | Shout It Out Loud            | Stanley / Simmons / Ezrin               | Stanley/Simmons | 2:49           |
| 8.             | Beth                         | Criss / Penridge / Ezrin                | Peter Criss     | 2:45           |
| 9.             | Do You Love Me?              | Stanley / Fowley / Ezrin                | Stanley         | 3:40           |
| Celková délka: | Celková délka:               | Celková délka:                          | Celková délka:  | 34:27          |

Nahrávka 2 Rock and Roll Over
| Pořadí | Název                  | Autor                      | Hlavní zpěvák | Délka |
| ------ | ---------------------- | -------------------------- | ------------- | ----- |
| 1.     | I Want You             | Paul Stanley               | Stanley       | 3:04  |
| 2.     | Take Me                | Stanley, Sean Delaney      | Stanley       | 2:56  |
| 3.     | Calling Dr. Love       | Gene Simmons               | Simmons       | 3:44  |
| 4.     | Ladies Room            | Simmons                    | Simmons       | 3:27  |
| 5.     | Baby Driver            | Peter Criss, Stan Penridge | Criss         | 3:40  |
| 6.     | Love 'Em and Leave 'Em | Simmons                    | Simmons       | 3:47  |
| 7.     | Mr. Speed              | Stanley, Delaney           | Stanley       | 3:18  |
| 8.     | See You in Your Dreams | Simmons                    | Simmons       | 2:34  |
| 9.     | Hard Luck Woman        | Stanley                    | Criss         | 3:34  |
| 10.    | Makin' Love            | Stanley, Delaney           | Stanley       | 3:14  |

Nahrávka 3 Love Gun
| Základní verze | Základní verze       | Základní verze                              | Základní verze | Základní verze |
| Pořadí         | Název                | Autor                                       | Hlavní zpěvák  | Délka          |
| -------------- | -------------------- | ------------------------------------------- | -------------- | -------------- |
| 1.             | I Stole Your Love    | Paul Stanley                                | Stanley        | 3:04           |
| 2.             | Christine Sixteen    | Gene Simmons                                | Simmons        | 3:12           |
| 3.             | Got Love For Sale    | Simmons                                     | Simmons        | 3:28           |
| 4.             | Shock Me             | Ace Frehley                                 | Frehley        | 3:47           |
| 5.             | Tomorrow and Tonight | Stanley                                     | Stanley        | 3:38           |
| 6.             | Love Gun             | Stanley                                     | Stanley        | 3:16           |
| 7.             | Hooligan             | Peter Criss / Penridge                      | Criss          | 2:58           |
| 8.             | Almost Human         | Simmons                                     | Simmons        | 2:48           |
| 9.             | Plaster Caster       | Simmons                                     | Simmons        | 3:25           |
| 10.            | Then She Kissed Me   | Jeff Barry / Ellie Greenwich / Phil Spector | Stanley        | 3:01           |
| Celková délka: | Celková délka:       | Celková délka:                              | Celková délka: | 32:57          |